# Менара-Телеком
Башня «Менара Телеком» (англ. Menara Telekom или Menara TM) — штаб-квартира «Telekom Malaysia» в Куала-Лумпур (Малайзия). Это 55-этажный небоскрёб высотой 310 метров, имеющий форму ростка бамбука. По состоянию на 2015 год является третьим по высоте зданием страны и города, 65-м по высоте в Азии и 83-м по высоте в мире.

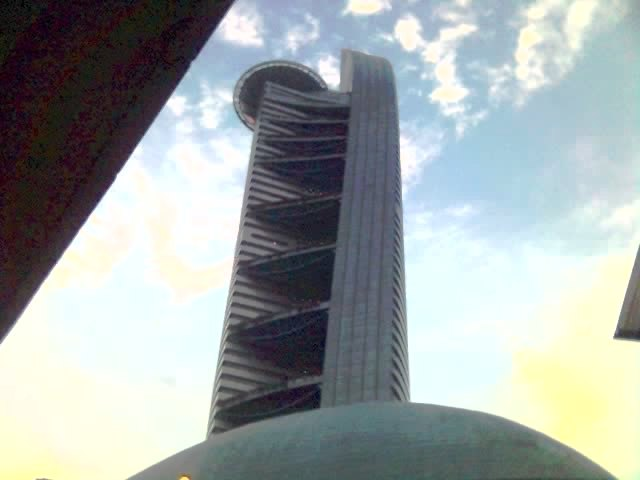
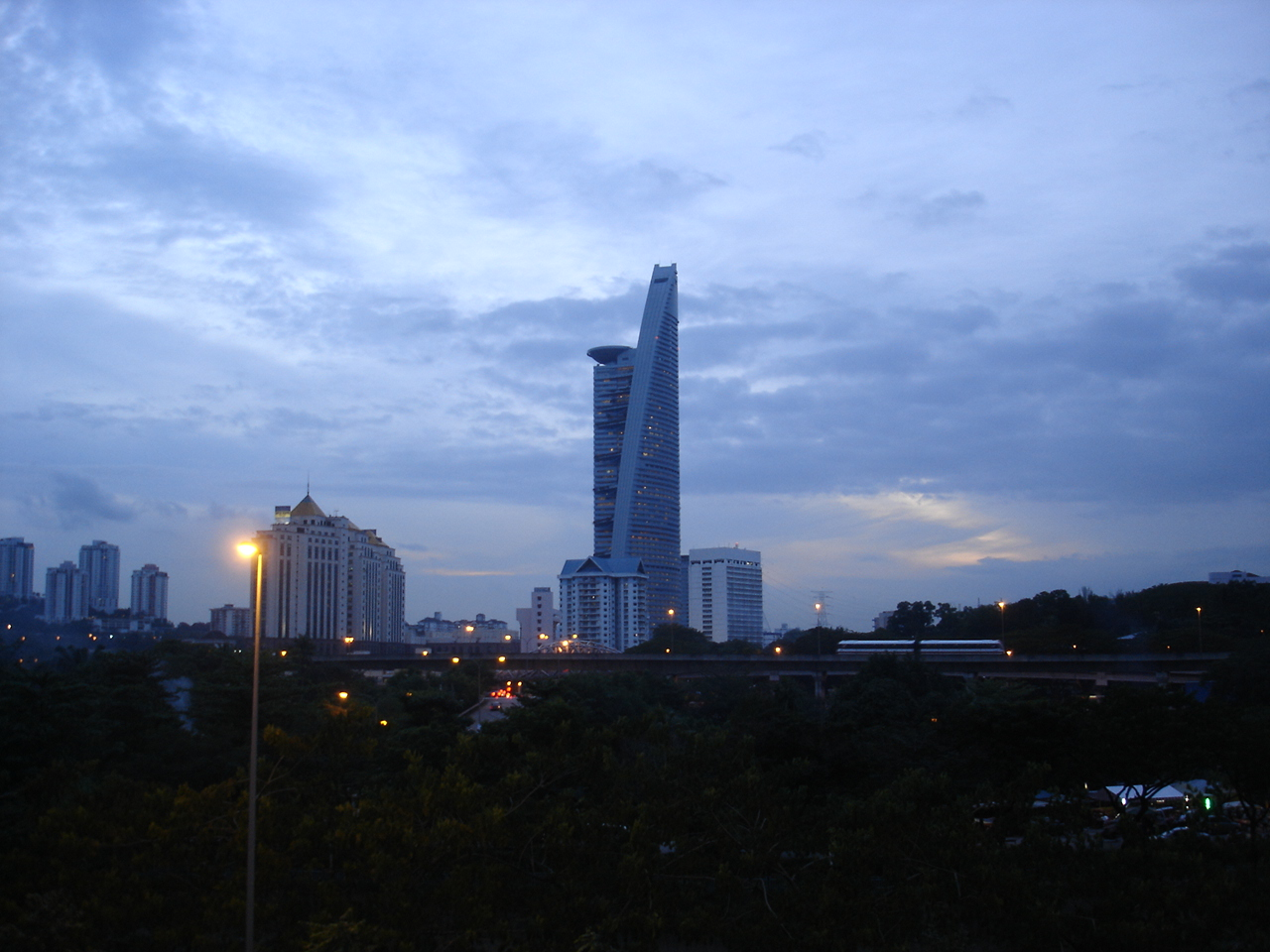